# Schülerverkehr

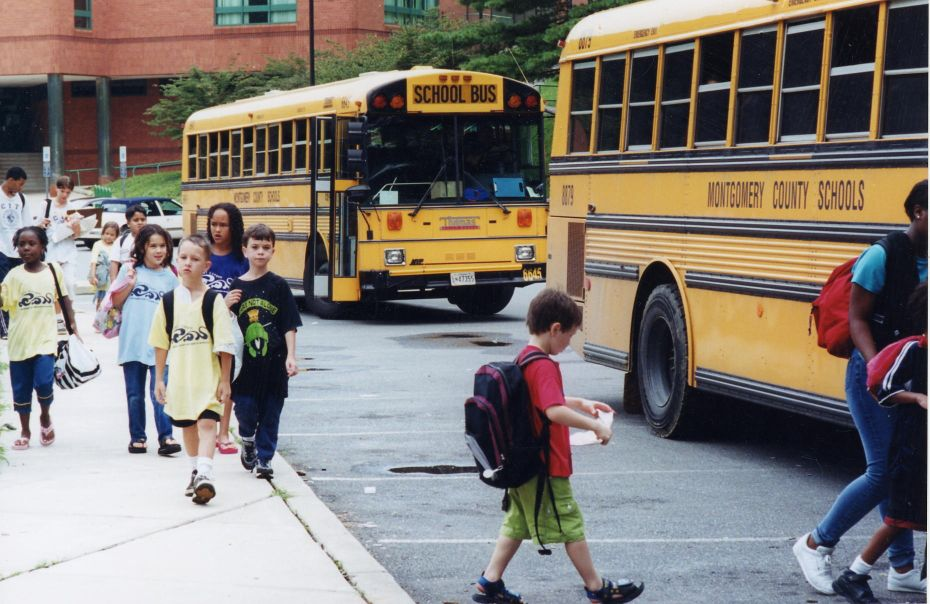
Schulbusse in den USA

Als Schülerverkehr wird das Verkehrsaufkommen bei der Bewegung von Schülern zwischen Elternhaus und Schule und umgekehrt bezeichnet, unabhängig davon, ob die Verkehrsbeteiligung als Fußgänger oder mit einem Transportmittel geschieht. Meistens ist mit dem Wort jedoch die Beförderung von Schülern im öffentlichen Personennahverkehr (ÖPNV) oder Schulbussen gemeint.

## Schülerbeförderung im ÖPNV
Die Schülerbeförderung ist das wichtigste Kundensegment des ÖPNV in den Regionen abseits der Verdichtungsgebiete, da der entsprechenden Zielgruppe der Zugang zum motorisierten Individualverkehr (MIV) bis zu einem bestimmten Alter verwehrt ist. „Schüler stellen in der Fläche bis zu 80 % aller Fahrgäste. Die Schülerbeförderung ist deshalb dort die wirtschaftliche Grundlage für die Aufrechterhaltung eines ÖPNV-Angebots.“ Jede Veränderung bezüglich der Schülerstruktur hat deshalb gravierende Auswirkungen auf den Stadt- und Regionalbusverkehr. Ausschlaggebend für die Zahl der benötigten Fahrten ist dabei die Lage der weiterführenden Schulen. Grundschulen befinden sich in der Regel in nahezu jeder Gemeinde, sodass die Fahrtennachfrage hier geringer ist als die zu den meist nur an zentralen Orten vorhandenen weiterbildenden Schulen.

## Organisationsformen

Offizielles deutsches Schulbus-Schild gemäß Anlage 4 (BOKraft), wird auch in Österreich verwendet

Österreichisches Busschild, verwendet (nur) in Österreich

Die Organisation der Schülerbeförderung unterliegt, wie auch der übrige ÖPNV, den Bestimmungen des Personenbeförderungsgesetzes. Der Schülerverkehr kann demnach auf dreierlei Weise abgewickelt werden: 
- Allgemein zugänglicher Linienverkehr gemäß § 42 PBefG  (teilweise auch § 43 PBefG), oft innerhalb von Verkehrsverbünden oder Verkehrsgemeinschaften;
- Besonderer und nur Schülern zugänglicher Linienverkehr gemäß § 43 PBefG;
- Freigestellter Schülerverkehr, ebenfalls nur von Schülern nutzbar.

Unter freigestelltem Schülerverkehr wird in der Freistellungsverordnung (abgekürzt FVO oder FO) geregelter Verkehr vom und zum Unterricht verstanden, bei dem die Betriebskosten in vollem Umfang durch den Schulträger übernommen werden. Die Schüler bzw. deren Eltern müssen keine Fahrscheine erwerben.
Die jahrelange zentrale Forderung in der Diskussion um den ÖPNV in der Fläche, den Schülerverkehr in allgemein zugängliche Linienverkehre zu integrieren, ist heute weitgehend verwirklicht. Lediglich sehr abgelegene Siedlungsteile und Schulen für Behinderte werden noch durch freigestellte Verkehre angebunden.
Die Integration der Schülerbeförderung bringt finanzielle Vorteile, da der im Rahmen der Daseinsvorsorge als Grundangebot geforderte ÖPNV durch die für Schüler angebotenen Fahrten abgedeckt wird. Nachteile ergeben sich jedoch durch eine stärkere Abhängigkeit von den Zeiten des Unterrichtsanfangs und Unterrichtsendes. Die Fahrten zu den Schulen liegen meist nicht in den Zeiträumen, in denen der ÖPNV vorzugsweise für andere wichtige Fahrtzwecke (z. B. für Einkaufs- und Freizeitfahrten) genutzt wird. Ein durchgehender Taktfahrplan baut auf Taktfrequenzen auf, die auf einem 60-Minuten-Rhythmus basieren. Die Schulstunden haben jedoch meist eine hiervon abweichende Länge, daher sind die Anforderungen eines Taktverkehrs nicht mit denen des Schülerverkehrs vereinbar.
Das Fahrgastaufkommen im Schülerverkehr ist erheblich höher als bei den anderen Verkehrsaufgaben des ÖPNV. Außerhalb der Großstädte ergeben sich dabei Kapazitätsprobleme: große Fahrzeuge (Gelenkbusse, Stadtbusse) sind für die Grundversorgung der Fläche im Normalbetrieb überdimensioniert, müssen aber für den Schülerverkehr vorgehalten werden. Umwelt- und fahrgastfreundliche (hier z. B. persönlicher Kontakt zum Fahrpersonal) Klein- oder Midibusse stoßen regelmäßig auf Ablehnung, da dazu eine Doppelausstattung der Verkehrsunternehmen mit kleinen und großen Fahrzeugen notwendig wäre. Neue Entwicklungen gehen wieder in Richtung einer Trennung von Schülerverkehr und Grundversorgung. Dabei wird ein durchgehender Taktverkehr mit kleinen Fahrzeugen (teilweise bedarfsorientiert mit Anruflinien) durch Überlagerung mit zusätzlich angebotenen Fahrten bzw. besonderen Schülerlinien mit großen Fahrzeugen und an die Schulzeiten angepassten Fahrplänen ergänzt. Das Verkehrsnetz auf dem Lande erfährt dadurch einen erheblichen Umbau. Bisher von Regionalbussen versorgte Gebiete werden nun mit Kleinbus- oder Ortsbuslinien und eventuell dichterem Takt bedient. Beispiele für diese Entwicklung gibt es u. a. im Münsterland und in Ostwestfalen-Lippe.
Da der Bildungssektor der Ländergesetzgebung unterliegt, sind die Systeme in den Bundesländern sehr unterschiedlich. So enthält die Schülerfahrtkostenverordnung von NRW – in Abgrenzung zu öffentlichen Verkehrsmitteln und von Schülern oder Eltern privat bereitgestellten Fahrzeugen – einen Begriff Schülerspezialverkehr für den Schülerverkehr mit Kraftfahrzeugen des Schulträgers oder durch den Schulträger angemieteten Kraftfahrzeugen.
Der ÖPNV in der Fläche muss sich veränderten Regelungen anpassen. Gerade in jüngster Zeit gab es einige große Veränderungen in der Schulgesetzgebung, u. a. müssen die Kosten der Schülerbeförderung durch die Eltern getragen werden. Auch die Einführung von Ganztagsschulen hat Konsequenzen für die Fahrplangestaltung.

## Problem „Schul-Rushhour“

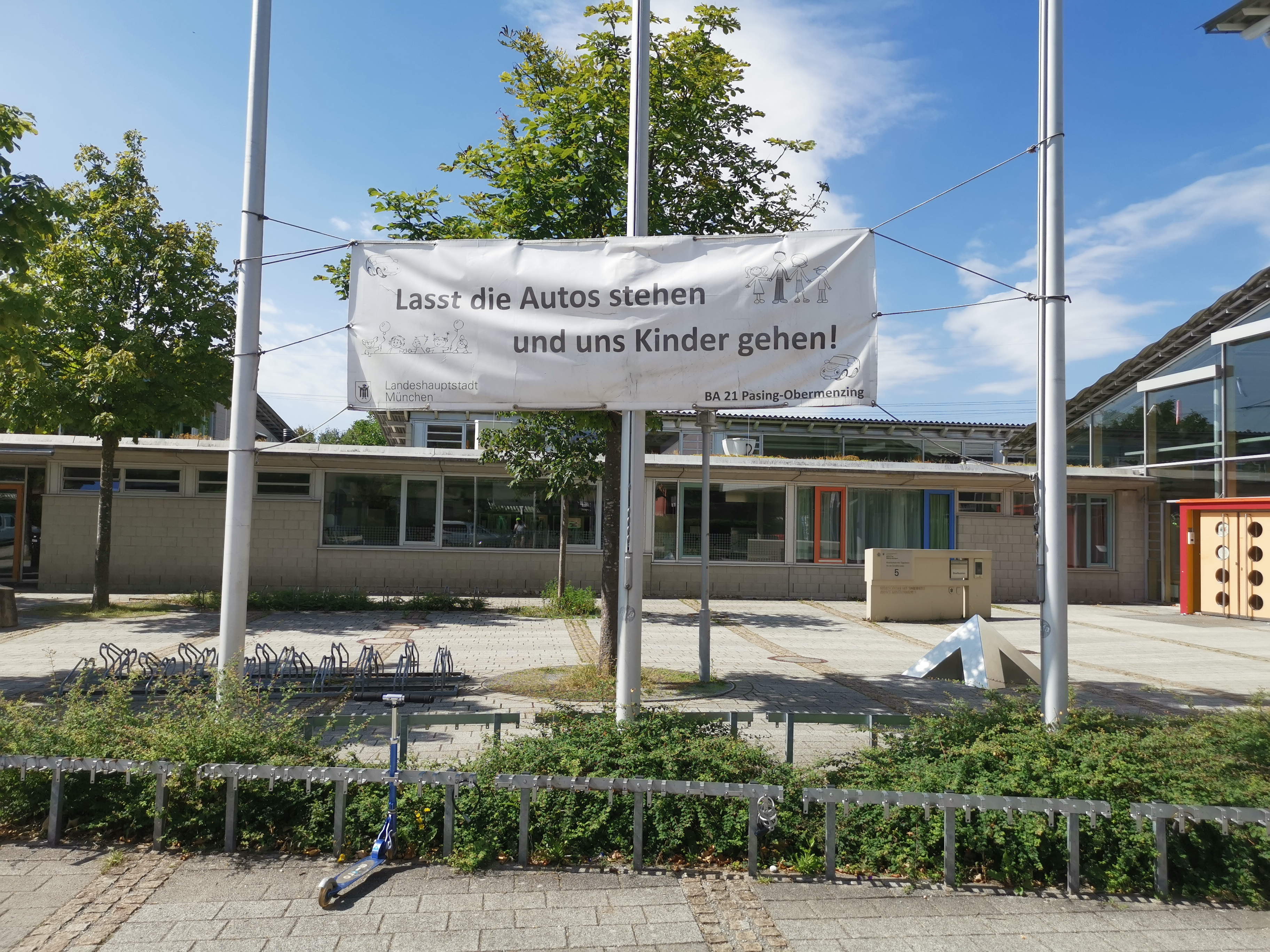
Plakat gegen Elterntaxis in München

Beim täglichen Schülerverkehr wird die Verkehrsverdichtung in Schulnähe zu Beginn und Ende der Unterrichtszeiten durch elterliche PKW-Transporte, das Elterntaxi, von der Verkehrspädagogik, von den Schulen und den Verkehrsverbänden nachdrücklich kritisiert. Diese sogenannte „Schul-Rushhour“ erhöht das Gefährdungspotenzial und das Unfallrisiko für die Kinder auf dem Schulweg aufgrund des vermehrten Verkehrsaufkommens und der damit verbundenen Hektik beträchtlich. Hinzu kommt die nervliche Anspannung durch das Eingesperrtsein in den engen Fahrzeugen. Der vermeintliche Schutz der Kinder entpuppt sich unfallstatistisch als kontraproduktives Verhalten. Die Verkehrspädagogik propagiert und fördert entsprechend den selbstbestimmten Schulweg als Fußgänger.